# Hasan di Tiro
Hasan Muhammad di Tiro, né le 25 août 1925 à Tiro (id) (Indes orientales néerlandaises) et mort le 3 juin 2010 à Banda Aceh (Indonésie), est le fondateur du Mouvement pour un Aceh libre, une organisation ayant pour but de séparer Aceh du reste de l'Indonésie. Après trente années de conflit avec le gouvernement indonésien, il renonce au séparatisme et accepte de déposer les armes en signant l'accord de Helsinki en 2005. Citoyen suédois, sa nationalité indonésienne lui est restituée à titre honorifique à la veille de sa mort. 
Il a la particularité d'être l'arrière-petit-fils de trois héros nationaux d'Indonésie : Teungku Chik di Tiro (en), Teuku Umar (en) et Cut Nyak Dhien.

## Situation personnelle

### Origines
Il est le deuxième fils de Tengku Pocut Fatimah Tiro et de Leube Muhammad Tanjong Bungong, un imam de Tanjong Bungong (id). De par sa mère, il descend de Teungku Chik di Tiro (en), Teuku Umar (en) et Cut Nyak Dhien.

### Formation
Il étudie d'abord à la Madrasah Saadah al Abadiyah de Daud Beureu'eh (en) à Blang Paseh (nl), puis au lycée islamique normal fondé en 1939 à Bireuën (en) par l'Union des oulémas d'Aceh (id). Là-bas, il reçoit notamment les enseignements de l'azharite M Nur El Ibrahimy (id).
Pistonné par Daud Beureu'eh, il est l'un des premiers Aceh à faire son entrée à l'université islamique d'Indonésie (en) en 1948,. Il y étudie le droit jusqu'en 1950. Cette année-là, il est l'un des deux étudiants de l'université à décrocher une bourse pour aller étudier aux États-Unis. Diplômé en droit et administration publique de l'université Columbia et en philosophie politique et relations internationales de l'université Fordham, il termine sa formation académique par l'obtention d'un doctorat en droit international de l'université de Plano (en). 

## Activisme
Il commence sa carrière dans les affaires internationales, et travaille à l'ONU à New-York. Alors que le mouvement Darul Islam agite l'indépendance de l'Aceh, Hasan di Tiro s'auto-proclame depuis New-York le ministre des affaires étrangères du mouvement. Il est déchu de sa nationalité indonésienne par les autorités de son pays, et detenu plusieurs mois à Ellis Island. En 1974, il retourne en Aceh et tente de vendre un contrat de pipeline mais Jakarta ne le laisse pas agir librement.
En 1976, il crée le Mouvement pour un Aceh libre (GAM), déclare l'indépendance de la province du nord de l'île de Sumatra, et cible les raffineries gérées par les géants européens. Il est blessé lors de combats en 1977, puis en 1979, il fuit l'Indonésie pour trouver l'asile politique en Suède.
En 2005, un accord d'autonomie est signé entre l'Aceh et l'Indonésie sous le regard de di Tiro. 

## Fin de vie

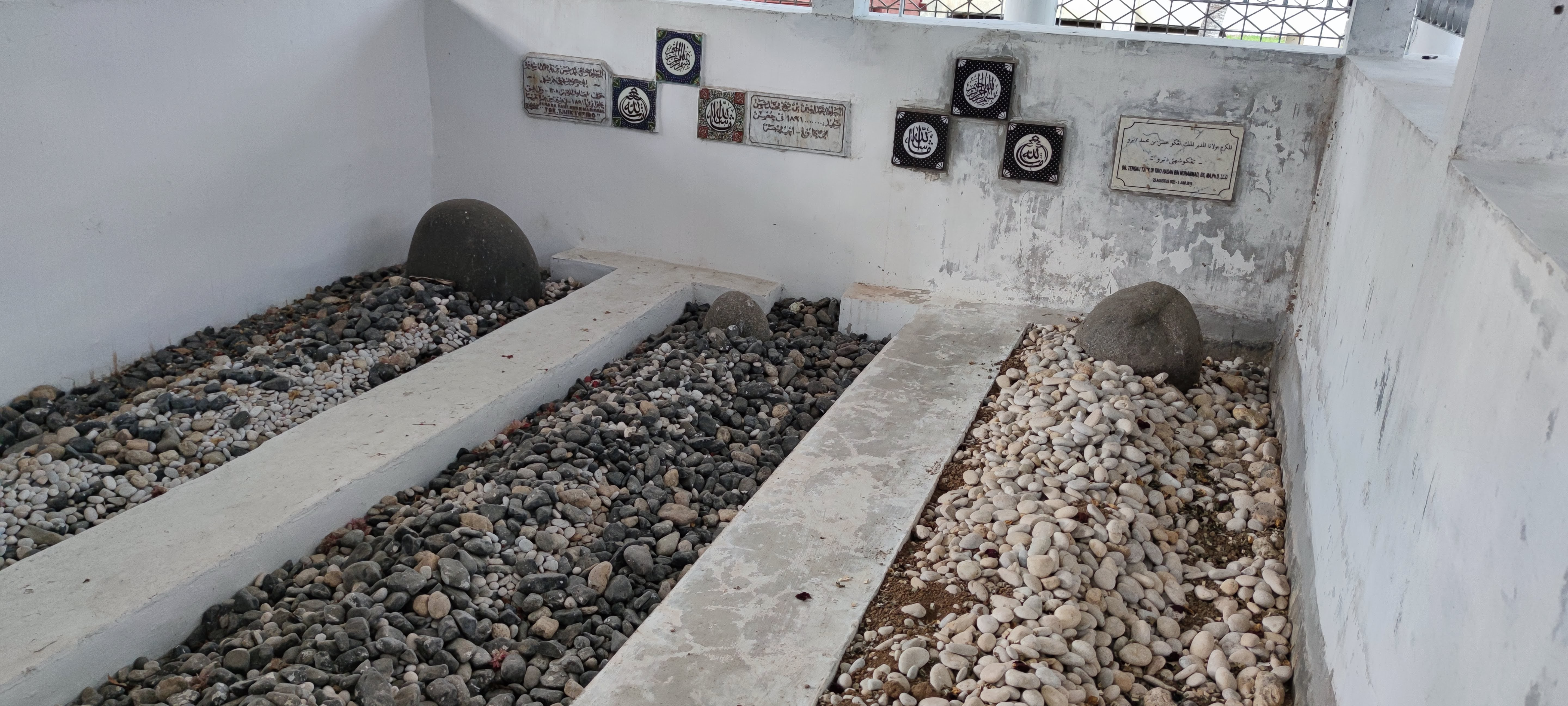
La tombe de Hasan di Tiro à côté de celle de son grand-père,.

Le 11 octobre 2008, il revient pour la première fois à Banda Aceh après plus de trente années d'exil,. Ses problèmes de santé l'empêchent cependant de prendre une part active à la vie politique d'Aceh, où il ne reste que deux semaines avant de repartir en Suède,. 
Le 17 octobre 2009, il retourne à nouveau à Aceh, où il reste cette fois-ci jusqu'à sa mort. Le 2 juin 2010, sa nationalité indonésienne lui est rendue à titre honorifique. Le lendemain, il décède d'une défaillance multiviscérale après six mois d'hospitalisation à l'hôpital général de Banda Aceh,,.  